# Martin Birrane

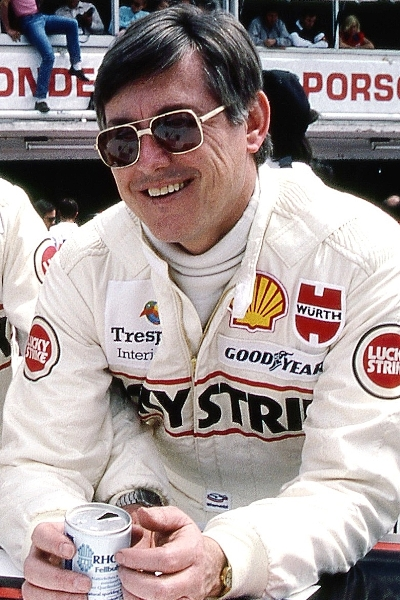
Martin Birrane vor dem Start der 24 Stunden von Le Mans des Jahres 1986

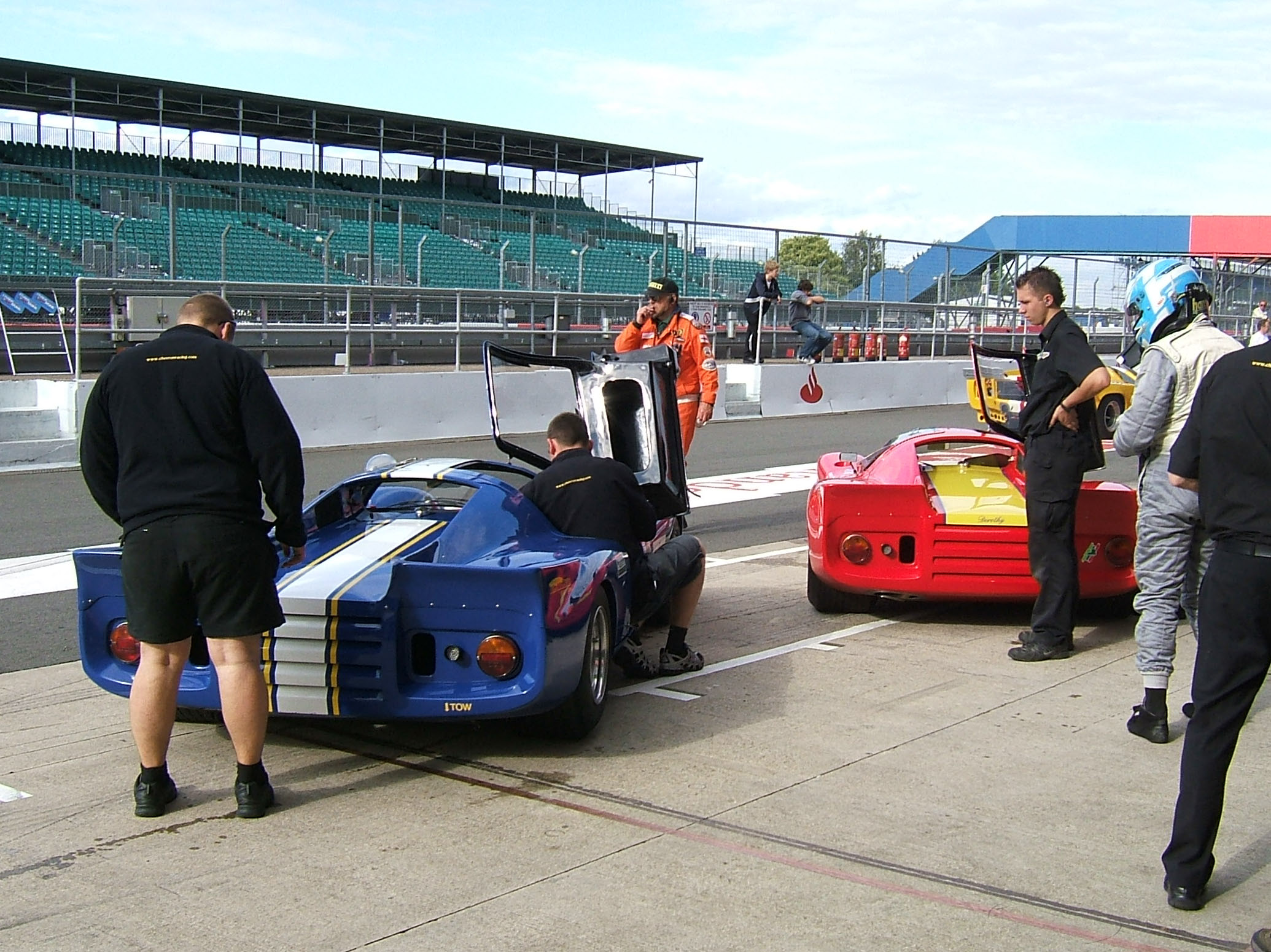
Der blaue Lola T70 von Martin Birrane vor dem Start zum Silverstone Classic 2007

Martin Brenden Birrane (* 19. August 1935 in Knockmore; † 9. Juni 2018) war ein irischer Unternehmer, letzter Eigentümer von Lola Cars und Autorennfahrer.

## Unternehmer
Martin Birrane schloss seine Schulzeit am St. Muredach's College in Ballina ab. Danach hatte er eine Vielzahl sich abwechselnder Jobs. Unter anderem war er Portier in einem Londoner Hotel und Butler an der kanadischen Botschaft in der Türkei.
1958 ging Birrane für einige Jahre nach Kanada und arbeitete dort in der Immobilienbranche. Zurück in Großbritannien gründete er in den 1960er-Jahren eigene Unternehmen. Aus Birrane & Company wurde später Birrane & Partners und der Eigentümer ein erfolgreicher und vermögender Immobilienhändler. 1983 wurde er Vorstandsvorsitzender der Peer Group, eines Londoner Investmentunternehmens, und brachte Birrane und Partners dort ein.

## Lola
Eric Broadley, der Eigentümer von Lola Cars, plante 1997 den Einstieg in die Formel-1-Weltmeisterschaft. Das Engagement des  Mastercard Lola F1 Teams mit dem Lola T97/30 geriet zum sportlichen und finanziellen Desaster und musste nach dem ersten Rennen der Saison, dem Großen Preis von Australien, abgebrochen werden. Schulden in der Höhe von sechs Millionen Pfund Sterling machten es Broadley unmöglich, das Unternehmen weiterzuführen, und er verkaufte es an Martin Birrane.
Birrane investierte in Personal und Ausstattung der Werkshallen und richtete das Unternehmen in den folgenden Jahren neu aus. Vorerst baute man noch Monoposto-Fahrzeuge für die Auto-GP- und die Champ-Car-Serie. Ein für 2010 angestrebter Wiedereinstieg in die Formel 1 wurde rasch wieder fallengelassen. 
Mit der Entwicklung des MG-Lola EX257 begann Birrane die verstärkte Konstruktionsarbeit für den Sportwagensport. In den 2000er-Jahren entwickelte Lola LMP-Prototypen für das 24-Stunden-Rennen von Le Mans sowie die European- und die American Le Mans Series. 2012 geriet das Unternehmen erneut in Zahlungsschwierigkeiten und ging in Insolvenz.

## Mondello Park
Martin Birrane war Besitzer des Mondello Park Circuit, der einzigen permanenten Motorsport-Rennstrecke Irlands.

## Karriere als Rennfahrer
Martin Birrane war zwischen 1972 und 1988 als Touren- und Sportwagenfahrer aktiv. 46 Mal war der Ire am Start und konnte einen Klassensieg feiern. Seinen ersten Einsatz bei einem internationalen Rennen hatte er beim 24-Stunden-Rennen von Spa-Francorchamps 1971, wo er ausfiel. 17 Jahre später endete beim 24-Stunden-Rennen von Spa-Francorchamps seine professionelle Karriere. Seine beste Platzierung im Sportwagen war der zweite Rang beim Thundersports-Rennen von Snetterton 1983. Teamkollege im Chevron B36 war James Weaver.
Neunmal ging Birrane beim 24-Stunden-Rennen von Le Mans ins Rennen. Sein Debüt gab er 1977. 1985 gewann er gemeinsam mit Edgar Dören und Jean-Paul Libert auf einem BMW M1 die Klasse der Gruppe B. Es war sein bestes Ergebnis in Le Mans.

## Statistik

### Le-Mans-Ergebnisse
| Jahr | Team                         | Fahrzeug           | Teamkollege     | Teamkollege      | Teamkollege  | Platzierung             | Ausfallgrund        |
| ---- | ---------------------------- | ------------------ | --------------- | ---------------- | ------------ | ----------------------- | ------------------- |
| 1977 | Dorset Racing Associates     | Lola T290/4S       | Ian Harrower    | Richard Down     | Ernst Berg   | nicht klassiert         |                     |
| 1978 | Dorset Racing Organisation   | Lola T294S         | Bob Evans       | Richard Down     | Richard Bond | Ausfall                 | gebrochenes Chassis |
| 1980 | Dorset Racing Associates     | Lola T297          | Peter Clark     | Nick Mason       |              | Rang 22                 |                     |
| 1981 | Alain de Cadenet             | De Cadenet-Lola LM | Nick Faure      | Vivian Candy     |              | Ausfall                 | Getriebeschaden     |
| 1982 | Chevron Racing Cars          | Chevron B36        | John Sheldon    | Neil Crang       |              | Ausfall                 | Getriebeschaden     |
| 1983 | Peer Racing                  | Ford C100          | Dave Kennedy    | François Migault |              | Ausfall                 | kein Benzindruck    |
| 1985 | Helmut Gall                  | BMW M1             | Edgar Dören     | Jean-Paul Libert |              | Rang 15 und Klassensieg |                     |
| 1986 | Lucky Strike Schanche Racing | Argo JM19 C2       | Martin Schanche | Torgjer Kleppe   |              | Ausfall                 | Motorschaden        |
| 1988 | Chamberlain Engineering      | Spice SE86C        | Richard Jones   | Nick Adams       |              | Ausfall                 | Getriebeschaden     |

### Einzelergebnisse in der Sportwagen-Weltmeisterschaft
| Saison | Team                                      | Rennwagen                    | 1   | 2   | 3   | 4   | 5   | 6   | 7   | 8   | 9   | 10  | 11  | 12  | 13  | 14  | 15  | 16  | 17  |
| ------ | ----------------------------------------- | ---------------------------- | --- | --- | --- | --- | --- | --- | --- | --- | --- | --- | --- | --- | --- | --- | --- | --- | --- |
| 1972   | Alain de Cadenet                          | Duckhams LM                  | BUA | DAY | SEB | BRH | MON | SPA | TAR | NÜR | LEM | ZEL | WAT |     |     |     |     |     |     |
| 1972   | Alain de Cadenet                          | Duckhams LM                  |     |     |     |     |     |     |     | DNF |     |     |     |     |     |     |     |     |     |
| 1974   | Escuderia Montjuich                       | Lola T294                    | MON | SPA | NÜR | IMO | LEM | ZEL | WAT | LEC | BRH | KYA |     |     |     |     |     |     |     |
| 1974   | Escuderia Montjuich                       | Lola T294                    |     |     |     |     |     | DNF |     |     |     |     |     |     |     |     |     |     |     |
| 1977   | Dorset Racing                             | Lola T294S                   | DAY | MUG | DIJ | MON | SIL | NÜR | VAL | PER | WAT | EST | LEC | MOS | IMO | SAL | BRH | HOK | VAL |
| 1977   | Dorset Racing                             | Lola T294S                   |     |     |     |     |     |     | DNF |     |     |     |     |     |     |     |     |     |     |
| 1980   | Dorset Racing                             | Lola T297                    | DAY | BRH | SEB | MUG | MON | RIV | SIL | NÜR | LEM | DAY | WAT | SPA | MOS | ROA | VAL | DIJ |     |
| 1980   | Dorset Racing                             | Lola T297                    |     |     |     |     |     | 22  |     |     |     |     |     |     |     |     |     |     |     |
| 1981   | Alain de Cadenet Dorset Racing Associates | De Cadenet-Lola LM Lola T297 | DAY | SEB | MUG | MON | RIV | SIL | NÜR | LEM | PER | DAY | WAT | SPA | MOS | ROA | BRH |     |     |
| 1981   | Alain de Cadenet Dorset Racing Associates | De Cadenet-Lola LM Lola T297 |     |     |     |     |     |     |     | DNF |     |     |     |     |     |     | 7   |     |     |
| 1982   | Chevron Cars Frox Clothing Limited        | Chevron B36                  | MON | SIL | NÜR | LEM | SPA | MUG | FUJ | BRH |     |     |     |     |     |     |     |     |     |
| 1982   | Chevron Cars Frox Clothing Limited        | Chevron B36                  |     | DNF |     | DNF | 16  |     |     | 20  |     |     |     |     |     |     |     |     |     |
| 1983   | Peer Racing                               | Ford C100                    | MON | SIL | NÜR | LEM | SPA | FUJ | KYA |     |     |     |     |     |     |     |     |     |     |
| 1983   | Peer Racing                               | Ford C100                    | DNF |     |     |     |     |     |     |     |     |     |     |     |     |     |     |     |     |
| 1985   | Helmut Gall Jens Winther Chevron Cars     | BMW M1 URD C83 Chevron B62   | MUG | MON | SIL | LEM | HOK | MOS | SPA | BRH | FUJ | SEL |     |     |     |     |     |     |     |
| 1985   | Helmut Gall Jens Winther Chevron Cars     | BMW M1 URD C83 Chevron B62   |     |     |     | 15  | 14  |     |     |     | DNF |     |     |     |     |     |     |     |     |
| 1986   | Schanche Racing                           | Argo JM19 C2                 | MON | SIL | LEM | NÜN | BRH | JER | NÜR | SPA | FUJ |     |     |     |     |     |     |     |     |
| 1986   | Schanche Racing                           | Argo JM19 C2                 | DNF |     |     |     |     |     |     |     |     |     |     |     |     |     |     |     |     |
| 1988   | PC Automotive Chamberlain Engineering     | Argo JM19 Spice SE86C        | JER | JAR | MON | SIL | LEM | BRÜ | BRH | NÜR | SPA | FUJ | SAN |     |     |     |     |     |     |
| 1988   | PC Automotive Chamberlain Engineering     | Argo JM19 Spice SE86C        |     |     | DNF |     | DNF |     | DNF |     |     |     |     |     |     |     |     |     |     |